# Tanz am Sonnabend – Mord?
Tanz am Sonnabend – Mord? ist ein deutscher Kriminalfilm der DEFA von Heinz Thiel aus dem Jahr 1962.

## Handlung
Am 20. Februar 1960 wird der abendliche Tanz im Dorfkrug in Mühlbach jäh unterbrochen: Bauer Paul Gäblers Scheune brennt, davor steht der begeisterte Pyromane Günter Ferch und bestaunt die Flammen. Bald jedoch macht ein zweiter Fakt die Runde: Paul Gäbler selbst hängt in der Scheune, er hat anscheinend Selbstmord begangen. Während der Löscharbeiten verstopft das Löschrohr durch einen Gegenstand im Teich, der achtlos beiseite geworfen wird.
Bald ist Oberleutnant Schneider im Dorf, der den Tod Pauls untersucht. Zunächst wird der junge Günter befragt. Der einfältige Mann gilt als Hauptverdächtiger, den Brand gelegt zu haben. Er kann sich an nichts erinnern, da er schwer betrunken vom Dorftanz in seine Kammer gebracht wurde. Fritz Gäbler, Pauls Bruder, habe ihn sogar geschlagen, als er nicht so recht vorwärtskam. Günter kann sich nicht erinnern, den Brand gelegt zu haben, schließt es aber auch nicht aus. Er wird in Untersuchungshaft genommen. Auch Walter Neumann, der früher bei Paul Gäbler gearbeitet hat, muss in Untersuchungshaft, weil er sich in Widersprüche zu der Frage verstrickt, wo er in der Nacht von Pauls Tod war. Es stellt sich jedoch heraus, dass er der in der Nacht mit der Frau eines LPGlers fremdging.
Überhaupt sorgt die LPG für Gesprächsstoff, ist Paul doch am Vortag seines Todes in die LPG eingetreten. Im Dorf munkelt man, dass er gezwungen wurde. Paul war erst kurze Zeit zuvor aus der Untersuchungshaft zurück auf seinen Hof gekommen. Ein anonymer Anrufer hatte ihn bei der Polizei angezeigt, da in seinem Stall Waffen aus der Zeit des Zweiten Weltkriegs lagern würden. Auch Günter wusste von den Waffen, doch fehlten beim Aushub des Waffenlagers zwei Maschinenpistolen, die Günter vorher dort gesehen hatte. Paul konnte jedoch nicht nachgewiesen werden, dass er vom Waffenversteck wusste und er wurde nach kurzer Zeit freigelassen.
Der Gegenstand, der während der Löscharbeiten das Rohr verstopft hatte, erweist sich als Pistole. Sie war in einer Zeitung eingewickelt, die als einziger im Ort Sägewerksbesitzer Wilhelm Züllich abonniert hat. Die Polizei erwirkt einen Hausdurchsuchungsbefehl, doch ist die Waffe ein Relikt aus NS-Zeiten. Auch ein Hitler-Bild findet sich im Haus, ebenso wie die zwei Maschinenpistolen, die Günter erwähnt hatte. Der weiß inzwischen auch, dass er die Ohrfeige von Paul erhielt, als er bereits im Bett lag und geschlafen hat. Oberleutnant Schneider hat in der Zwischenzeit herausgefunden, dass das Seil, mit dem Paul sich erhängt hat, zu kurz ist, als dass er sich selbst hätte strangulieren können. Zudem war Paul bei der Strangulation zumindest ohnmächtig, konnte doch Gewalteinwirkung auf seinen Kopf festgestellt werden. Schneider lässt sämtliche Verdächtige des Dorfes in einer ähnlichen Scheune wie der von Bauer Paul zusammenkommen. Er hat ein Seil präpariert und bittet Fritz, den Kopf in die Schlinge zu legen. Die jedoch hängt viel zu hoch und Fritz, der vergeblich versucht, die Schlinge zu erreichen, will schließlich fliehen und wird verhaftet.
Schneider löst nun vor der Dorfgemeinschaft alles auf. Fritz hat die Waffen schon kurz nach 1945 auf dem Hof seines älteren Bruders versteckt. Er hat eine Affäre mit dessen Frau Erna begonnen und, da stets in Geldsorgen, immer wieder Geld von seinem Bruder abgezweigt. Der wiederum wollte sich von seiner Frau scheiden lassen, da sie ihn sowieso mit Fritz betrüge. Als Paul das Zimmer verlassen wollte, versperrte Erna ihm den Weg. Er wurde handgreiflich und Fritz ging dazwischen. Er schlug seinen Bruder so sehr, dass dieser ohnmächtig liegen blieb. Gemeinsam täuschten sie schließlich einen Selbstmord vor, der beiden zugutekam.

## Produktion
Tanz am Sonnabend – Mord? wurde unter dem Arbeitstitel Tanz am Sonnabend gedreht. Kurz vor Veröffentlichung wurde der Titel ergänzt, um keine falschen Erwartungen beim Publikum zu wecken. Der Film erlebte am 18. Januar 1962 im Berliner Filmtheater am Friedrichshain seine Premiere und lief am folgenden Tag in den Kinos der DDR an. Am 3. Januar 1963 wurde der Film auf DFF 1 erstmals im Fernsehen der DDR gezeigt.
Der film-dienst nannte Tanz am Sonnabend – Mord? den „einzige[n] DEFA-Film, der konsequent sächsischen Dialekt aufweist.“ Die zeitgenössische Kritik schrieb, dass die Verwendung des Dialekts „zur Charakterisierung des Milieus und seiner Menschen“ beitrage, auch wenn „die angeblich so universale sächsische Mundart keineswegs von allen Darstellern gleichmäßig gemeistert wird.“

## Kritik
Die zeitgenössische Kritik zeigte sich angetan: „Bestechend ist die Genauigkeit des Milieus, die geradezu liebevolle Versenkung in Details, die Behutsamkeit und Feinfühligkeit, mit der aus der äußeren Umgebung, dem Lebenskreis eines Menschen sein Charakter und seine Reaktionen aufgebaut sind“, so die Zeitung Morgen 1962.
Der film-dienst befand, dass „der gesellschaftspolitische Konflikt […] als recht spannende Unterhaltung, wenngleich mit schablonenhafter Charakterisierung der handelnden Personen angeboten“ wird.